# Nuraghe Lugherras
Die Nuraghe Lugherras ist einer von mehreren komplexen Nuraghen (Nuraghe Losa) westlich von Paulilatino in der Provinz Oristano auf der italienischen Insel Sardinien.
Nuraghen sind prähistorische und frühgeschichtliche Turmbauten der Bonnanaro-Kultur (2200–1600 v. Chr.) und der mit ihr untrennbar verbundenen, nachfolgenden Nuraghenkultur (etwa 1600–400 v. Chr.) auf Sardinien. Die in drei Phasen erweiterte, ursprünglich aus großen unförmigen Blöcken erstellte und heute stark gestörte Nuraghe liegt auf einem hohen Hügel und stammt aus der mittleren Bronzezeit (1600–1300 v. Chr.).
Erhalten sind der zentrale Mastio (A) mit zwei übereinander liegenden Kammern und zwei (B und D) seiner einst vier umgebenden Tholoi (B-E) sowie die Reste der äußeren Bastion, darunter Tholos (F), einer der vier äußeren Tholoi (F-I) mit runden Kammern. Das Mauerwerk umschließt außerdem einen kleinen Zwischenhof mit fünf Abgängen. Von ihm gehen der Zugang zum Mastio und drei Gänge zu den Tholoi B-D sowie der Gang zum Außenbereich ab. Ein derartig komplexer Hof ist selten. Auf dem Hof befindet sich ein mit Felsbrocken verfüllter zehn Meter tiefer Brunnen mit einem Durchmesser von etwa einem halben Meter.

## Turm A (der Mastio)
Der Zugang zur nahezu runden Kammer des Mastio hat rechts eine Wächterzelle, der gegenüberliegend die intramurale Treppe in die obere Etage des Turmes abgeht, der bis in eine Höhe von 6 bis 7 Metern erhalten ist. Die zentrale Kammer hat zwei seitliche Nischen (keine Kopfnische), wovon die größere linke außerdem einen kleineren Fortsatz hat.

## Tholos D
Eine Treppe, einen Zugang zum Hof und einen direkten Zugang vom Gang, der zum Außenbereich führt, hat auch die ovale Kammer im Tholos D. Beides ist bei anderen Nuraghen so nicht anzutreffen.

## Tholoi B, C und E
Vom Hof aus gegen Gänge in Richtung der runden Tholoi B und C ab, während die einstige Erschließung des Tholos E nicht mehr feststellbar ist. Der Zugang zur abgetragenen Tholos C ist verschüttet, während die Kammer der mehrheitlich erhaltenen Tholos B erreichbar ist. Sie hat, was für Nebentholoi absolut ungewöhnlich ist, eine (von vermutlich einst zwei) Seitennischen und stellt so ein verkleinertes Abbild der Kammer im Mastio dar. Möglicherweise traf dies auch auf die Kammern der zerstörten Tholoi E und C zu.
Die Nuraghe wurde nach Ende der Nuraghenkultur weiter als Kultplatz genutzt. Die punische Variante des Fruchtbarkeitskultes verbreitete sich (belegt auch in der Nuraghe Genna Maria).
In der römischen Kaiserzeit (238 v. Chr. – 456 n. Chr.) war sie ein Tempel der Demeter und Kore.
In der Nähe liegt ein Gigantengrab mit einer seltenen viereckige Stele.

## Ausgrabungen
Seit 1910 (Antonio Taramelli) fanden Ausgrabungen statt, bei denen große Menge von Artefakten, Terrakotten und Tausende von Votivlampen entdeckt wurden, aus denen sich der Name (vom sardischen iugherras = Licht) ableitet. Des Weiteren wurden weibliche Figuren, punische und römische Münzen und Weihrauch gefunden.